# Johnny Blitz
John Madansky, mais conhecido como Johnny Blitz, é um baterista de punk rock de Cleveland, Ohio, mais conhecido por ser o membro das bandas Dead Boys e Rocket from the Tombs. Com os Dead Boys, durante os anos 70, ele ajudou a evoluir o som punk rock.
Uma retrospectiva da Boston Globe descreveu um show dos The Dead Boys.:
"A primeira vez que eu vi Stiv Bators e a sua banda, o Dead Boys, foi no Rat no ano de 1976. Um show com aproximadamente 50 pessoas. Em um momento, o magricelo Bators enfiou a sua cabeça dentro do bumbo da bateria de Johnny Blitz enquanto ele tocava. O que se seguiu foi Bators pulando e cortando todo o seu peito com uma garrafa quebrada".
Johnny apareceu na montagem de videoclipe de Bryan Adams, "Reckless", em 1984.